# Distretto di Oleksandrija
II distretto di Oleksandrija (in ucraino Олександрійський район?) è un distretto nell'oblast' di Kirovohrad in Ucraina. Il suo centro amministrativo è la città di Oleksandrija. Ha una popolazione di 219 482 abitanti. I
Il 18 luglio 2020, come parte della riforma amministrativa dell'Ucraina, il numero di distretti dell'oblast di Kirovohrad è stato ridotto a quattro e l'area del distretto di Oleksandrija è stata notevolmente ampliata.